# Teucholabis (Teucholabis) hypomela
Teucholabis (Teucholabis) hypomela is een tweevleugelige uit de familie steltmuggen (Limoniidae). De soort komt voor in het Neotropisch gebied.